# Myrmekiaphila neilyoungi
Myrmekiaphila neilyoungi – gatunek pająka z rodziny Euctenizidae, szeroko rozprzestrzenionego w stanie Alabama, opisany naukowo jako nowy gatunek w 2007. Taksonom Jason Bond odkrył w wyniku badania DNA pająków z rodzaju Myrmekiaphila, że osobniki chwytane już od 1940 stanowią odrębny, nowy dla nauki gatunek. Nadał pająkowi nazwę gatunkową neilyoungi na cześć muzyka rockowego Neila Younga.